# Бирштейн, Анна Максовна
А́нна Ма́ксовна Бирште́йн (род. 10 октября 1947, Москва) — советская и российская художница, член-корреспондент Российской академии художеств. Лауреатка Серебряной медали РАХ.

## Биография
Анна Максовна Бирштейн родилась в 1947 году в Москве в семье художников Макса Бирштейна и Нины Ватолиной.
В 1973 году окончила Московский художественный институт имени В. И. Сурикова, где училась у А. М. Грицая и Д. Д. Жилинского. По словам самой Бирштейн, в институте «было очень скучно, поскольку всему, что было возможно в нашем возрасте, мы научились в школе». Через два года была принята в Союз художников СССР.
Участница многочисленных групповых выставок, в том числе за рубежом. Первая значительная персональная выставка состоялась в 2003 году («Школа жи…» в «Новом Манеже»). Полотна хранятся в различных музеях России, Украины, Польши, Швейцарии, Германии и т. д.
Работы Анны Бирштейн хранятся в Государственной Третьяковской галерее, Государственном Русском музее, а также во многих других музеях и собраниях.

## Личная жизнь
- Муж — скульптор Александр Цигаль.
  - Дочь — модельер Маша Цигаль.